# اسنپفینگر (جورجیا)
اسنپفینگر (به انگلیسی: Snapfinger) یک منطقهٔ مسکونی در ایالات متحده آمریکا است که در شهرستان دیکلب، جورجیا واقع شده‌است. اسنپفینگر ۸۵٫۰۴ متر بالاتر از سطح دریا واقع شده‌است.